# Ceratobranchia
Ceratobranchia es un género de peces de la familia Characidae en el orden de los Characiformes.

## Especies
Hay cinco especies en este género:
- Ceratobranchia binghami C. H. Eigenmann, 1927
- Ceratobranchia delotaenia Chernoff & Machado-Allison, 1990
- Ceratobranchia elatior Tortonese, 1942
- Ceratobranchia joanae Chernoff & Machado-Allison, 1990
- Ceratobranchia obtusirostris C. H. Eigenmann, 1914